# Список султанів Єгипту
У статті подано список султанів Єгипту.
Султан Єгипту — титул правителя Єгипту, який мали правителі з династії Аюбідів, мамелюкських династій (1250—1517) та правителі з династії Мухаммеда Алі з 1914 до 1922 року.
1171 року Фатімідський халіфат був зруйнований засновником династії Аюбідів Салах ад-Діном. Він створив султанат, об'єднавши Єгипет та Сирію. Його нащадки правили до 1250 року, коли до влади прийшли мамелюки. Султани з династій Бахрітів і Бурджитів часто виступали лише номінальними правителями за реальної влади впливових емірів. Після завоювання Єгипту турками султанат припинив своє існування до початку XX століття. 1914 року Велика Британія проголосила протекторат над Єгиптом, а султаном став Хусейн Каміль. 1922 року Велика Британія визнала незалежність Єгипту, відтак султан Ахмед Фуад I змінив свій титул на королівський.

## Хронологія
- 1171 до Єгипту вторгся Салах ад-Дін
- з 1171 до 1250 Єгиптом правила династія султанів курдського походження — Аюбіди (Еюбіди)
- у 1250—1517 роках Єгиптом правили султани мамлюкського походження: Бахріти (1250—1382) та Бурджити (1382—1517)[2]
- з 1914 до 1922 року правителями Єгипту були султани з династії Мухаммеда Алі

## Список султанів

### Аюбіди
| Ім'я                               | Роки правління | Зображення | Коментар |
| ---------------------------------- | -------------- | ---------- | --- |
| Салах ад-Дін                       | 1174—1193      |            | Султан Єгипту та Сирії, талановитий полководець, мусульманський лідер XII століття. Засновник династії Аюбідів, яка за часів свого розквіту правила Єгиптом, Сирією, Іраком, Хіджазом та Єменом |
| Аль-Азіз Усман ібн Юсуф            | 1193—1198      |            | Другий син Салах ад-Діна та другим султаном з династії Аюбідів, що правили в Єгипті. Перед смертю Салах ад-Дін розділив свої володіння між своїми близькими — Аль-Афдал отримав Сирію, Палестину та Ємен, Аз-Захрі отримав північ Сирії, а Абу Бакр отримав Межиріччя. Це невдовзі призвело до конфлікту, під час якого Абу Бакру, брату Салах ад-Діна, вдалось захопити землі від Межиріччя до Єгипту та скинути аль-Маліка, прийнявши престол під іменем аль-Малік аль-Аділь I (1200—1218) |
| Аль-Мансур Мухаммад ібн Усман      | 1198—1200      |            | Успадкував престол у 12-річному віці, але правив недовго через боротьбу за регентство, що розгорнулась між двома військовими угрупуваннями |
| Аль-Аділь I Ахмад ібн Аюб          | 1200—1218      |            | Був обдарованим та ефективним адміністратором й організатором. Упродовж свого правління зберігав цілісність і міць держави Аюбідів |
| Аль-Каміль Мухаммад ібн Ахмад      | 1218—1238      |            | За часів його перебування на престолі Аюбіди відбили п'ятий хрестовий похід. У результаті шостого хрестового походу поступився Єрусалимом християнам та, як вважають, зустрічався зі Святим Франциском |
| Аль-Аділь II Абу Бакр ібн Мухаммад | 1238—1240      |            | Був усунутий від влади в результаті перевороту, який очолив його зведений брат |
| Ас-Саліх Аюб ібн Мухаммад          | 1240—1249      |            | Ас-Саліх не був першим з правителів Аюбідів, хто використовував мамлюків, але він став першим, хто від них залежав настільки сильно |
| Туран-шах II ібн Аюб               | 1249—1250      |            | Син султана Ас-Саліха Аюба. Після смерті султана Ас-Саліх Аюб ібн Мухаммада його кохана наложниця Шаджар ад-Дурр і головний шейх приховали факт смерті султана, потай викликали Туран-шаха з іракськими військами та почали видавати укази від імені покійного. Одним з таких указів військам було наказано скласти присягу Туран-шаху як спадкоємцю престолу |

### Бахріти[12]
| Ім'я                           | Роки правління                  | Зображення | Коментар |
| ------------------------------ | ------------------------------- | ---------- | --- |
| Шаджар ад-Дурр                 | 1250                            |            | Вдова султана ас-Саліха. Після його смерті вийшла заміж за головнокомандувача мамелюків, але її правління тривало лише 80 днів. |
| Айбек аль-Муїзз                | 1250—1257                       |            | Перший мамелюкський султан Єгипту |
| Мансур Алі                     | 1257—1259                       |            | Справжніми правителями країни за п'ятнадцятирічного Алі були могутні еміри Санджар аль-Халабі, атабек султана, Санджар аль-Гатмі, лідер бахрітів, які залишались у Єгипті, і Кутуз аль-Му'їзз, фаворит Айбека                                                                                      |
| Кутуз аль-Музаффар             | 1259—1260                       |            | Був старшим еміром мамлюків аль-Му‘їзза Айбека, після приходу до влади останнього зайняв пост намісника султанату Єгипту |
| Бейбарс I аль-Бундукдарі       | 1260—1277                       |            | Відомий успішними війнами у Палестині та Сирії проти монгольських ільханів та європейських хрестоносців |
| Саїд Берке                     | 1277—1280                       |            | Зрікся престолу у серпні 1279 року. На трон зійшов семирічний брат Берке-хана Саламиш під опікою Калауна |
| Саламиш аль-Аділь              | 1280                            |            | Невдовзі після сходження на трон був скинутий Калауном, який прийняв титул султана |
| Калаун                         | 1280—1290                       |            | До сходження на трон Калаун займав пост командувача сотні. Відзначився у походах проти Хулагуїдів, Малої Вірменії та монголів (1272), які намагались знову закріпитись у Сирії після розгрому при Айн-Джалуті (1260)                                                                               |
| Халіль аль-Ашраф               | 1290—1294                       |            | Найбільш відомий завоюванням останньої з держав хрестоносців у Палестині, що завершилось захопленням Акри 1291 року |
| Мухаммад I ан-Насір            | 1294—1295, 1299—1309, 1309—1340 |            | Був молодшим сином султана Калауна та братом султана Халіля. Тричі сходив на єгипетський престол |
| Кітбуга аль-Аділь              | 1295—1297                       |            | Юнаком був взятий у полон після поразки монгольської армії при Хомсі (1260). Його викупив емір Калаун, після чого Кітбуга спочатку став одним з його особистих мамелюків — Мансурі, а після тривалої служби — наближеним еміром Калауна, який тоді вже став султаном, а потім - і його сина Халіля |
| Ладжін аль-Мансур              | 1297—1299                       |            | Був усунутий від влади в результаті змови емірів. Це призвело до убивства султана й відновлення на троні Кітбуги |
| Бейбарс II аль-Джашанкір       | 1309                            |            | Після зречення престолу Мухаммадом I Бейбарс був проголошений новим султаном, але вся Сирія не визнала його влади. Після відновлення на троні Мухаммада I був страчений |
| Аль-Мансур Абу Бакр            | 1340—1341                       |            | Правив лише два місяці. Був усунутий від влади в результаті змови емірів |
| Куджук аль-Ашраф               | 1341—1342                       |            | Фактичним правителем країни був віце-султан Каузун |
| Ахмад ан-Насір                 | 1342                            |            | Прийшов до влади в результаті заколоту мамелюків |
| Ісмаїл ас-Саліх                | 1342—1345                       |            | За часів правління Ісмаїла на його політичні рішення почали впливати євнухи та дружини з султанського гарему |
| Шабан I аль-Каміль             | 1345—1346                       |            | Фактичним правителем країни був віце-султан Аргун аль-Алай, командир мамелюків султана |
| Хаджжі I аль-Музаффар          | 1346—1347                       |            | На момент сходження на престол йому було лише чотирнадцять років, і він любив поло, тортури та ігри з голубами |
| Аль-Хасан ан-Насір             | 1347—1351, 1354—1361            |            | За часів його першого правління Єгипет зазнав першої великої епідемії чуми. Був усунутий від влади в результаті перевороту, але повернув собі трон за чотири роки. Вдруге втратив престол також в результаті перевороту                                                                            |
| Саліх Салахуддін               | 1351—1354                       |            | Прийшов до влади в результаті змови емірів. Але за чотири роки, в результаті боротьби тих же емірів, був усунутий від трону. Султаном знову став Аль-Хасан ан-Насір |
| Мухаммад аль-Мансур Салахуддін | 1361—1363                       |            | Незважаючи на свою молодість, він швидко набув репутації збоченця й упертюха. Окрім того, у поводженні з наложницями проявлялись його садистські схильності, через що він був відправлений назад до гарему його матері                                                                             |
| Шабан II аль-Ашраф             | 1363—1376                       |            | Виявився розсудливим і грамотним правителем. Був страчений під час заворушень, що охопили Єгипет |
| Алі II аль-Мансур Алауддін     | 1376—1382                       |            | Фактичним правителем країни був Баркук, майбутній султан і засновник династії Бурджитів |
| Хаджжі II ас-Саліх             | 1382, 1389—1390                 |            | Останній султан з династії Бахрітів. Його правління позначилось боротьбою між різними впливовими групами емірів, переможцем з якої вийшов Баркук |

### Бурджити[12]
| Ім'я                    | Роки правління       | Зображення | Примітка |
| ----------------------- | -------------------- | ---------- | --- |
| Баркук аз-Захір         | 1382—1389, 1390—1399 |            | Засновник династії Бурджитів, народився у Черкесії. Затвердився на престолі 1382 року. За його правління всі емірські посади були зайняті черкесами, внаслідок чого всі наступні султани виходили тільки з середовища черкесів. Перед смертю проголосив своїм спадкоємцем 13-річного сина Фараджа |
| Фарадж ан-Насір         | 1399—1405, 1405—1412 |            | Син Баркука, народжений грецькою невільницею |
| Абдул-Азіз аль-Мансур   | 1405                 |            | 1405 року група мамелюків спробувала возвести на престол Абдул-Азіза аль-Мансура. Його правління тривало лише кілька місяців |
| Абуль-Фадль аль-Мустаїн | 1412                 |            | 1412 року Фарадж ан-Насір здійснив черговий похід до Сирії, взявши з собою халіфа аль-Мустаїна. Султан зазнав поразки та був узятий в облогу в Дамаску. Сирійці взяли у полон халіфа та проголосили його султаном. Аль-Мустаїн наполегливо відмовлявся від такої сумнівної честі                  |
| Шайх аль-Муаяд          | 1412—1421            |            | За кілька місяців після того, як аль-Мустаїн зійшов на трон, Шайх аль-Муаяд усунув його від влади й сам став султаном. Відновив мир і порядок у країні |
| Ахмад I аль-Музаффар    | 1421                 |            | Після сходження на престол майже одразу його скинув емір Татар, який наказав стратити всіх прибічників Шайха аль-Муаяда |
| Татар аз-Захір          | 1421                 |            | За три міяці після сходження на престол Татар аз-Захір захворів і помер. Трон він передав своєму 10-річному сину Мухаммаду I |
| Мухаммад I ас-Саліх     | 1421—1422            |            | Зійшов на трон після смерті батька. Був усунутий управляючим султанського палацу Барсбоєм 1422 року |
| Барсбой аль-Ашраф       | 1422—1438            |            | Усунув від влади Мухаммада I ас-Саліха. Був жорстоким правителем |
| Юсуф аль-Азіз           | 1438                 |            | 1438 року Барсбой помер, заповівши престол своєму сину Юсуфу. Того ж року останнього усунув від влади його опікун Джакмак |
| Джакмак аз-Захір        | 1438—1453            |            | Усунув від влади Юсуфа аль-Азіза. Придушив усі заколоти в Сирії, після чого розпочав війну з Родосом |
| Усман аль-Мансур        | 1453                 |            | Син Джакмака. Був жорстоким і дурним правителем. Усунутий в результаті повстання мамелюків |
| Інал аль-Ашраф          | 1453—1461            |            | За часів його правління султанські невільники за власним бажанням призначали та усували від посад усіх вищих чиновників |
| Ахмад II аль-Муаяд      | 1461                 |            | Син Інала аль-Ашрафа. Усунутий мамелюками за кілька місяців |
| Хушкадам аз-Захір       | 1461—1467            |            | Після повалення Ахмада II аль-Муаяда мамелюки возвели на престол грека Хушкадама, який до того керував султанським доменом |
| Білбай аз-Захір         | 1467—1468            |            | Прийшов до влади після смерті Хушкадама аз-Захіра. Був лялькою в руках мамелюків |
| Тимур-буга аз-Захір     | 1468                 |            | Прийшов до влади після смерті Білбая аз-Захіра. Як і його попередник, був ляльковим правителем |
| Каїт-бай аль-Ашраф      | 1468—1496            |            | Був жорстоким, розумним і далекоглядним. За його правління, 1485 року, почалась перша війна з турками, що проходила на території малоазійських князівств. Виграв обидві битви, а 1491 уклав вигідний для Єгипту мир, за яким турки відмовились від претензій на Альбістан і Кілікію               |
| Мухаммад II ан-Насір    | 1496—1498            |            | Спробував озброїти єгипетську армію вогнепальною зброєю, але більшість мамелюків вважали ту реформу нечестивою. Молодий султан був убитий 1498 року в Газі |
| Кансух аз-Захір         | 1498—1500            |            | Був обраний султаном після смерті Мухаммада II. Убитий за два роки після початку правління |
| Джанбалат аль-Ашраф     | 1500—1501            |            | Був обраний султаном після смерті Кансуха аз-Захіра. Правив упродовж короткого терміну |
| Туман-бай I аль-Аділь   | 1501                 |            | Був обраний султаном після смерті Джанбалата аль-Ашрафа. Правив упродовж короткого терміну |
| Кансух аль-Гаурі        | 1501—1516            |            | За підтримки емірів зайняв трон 1501 у віці 60 років. До того був головним візиром. Загинув у вирішальній битві з османами |
| Туман-бай II аль-Ашраф  | 1516—1517            |            | Був обраний султаном після смерті Кансуха аль-Гаурі. До того виконував обов'язки намісника Єгипту. Після невдалого повстання у Каїрі Туман-бай потрапив у полон до турків і був страчений |

### Династія Мухаммеда Алі
| Ім'я          | Роки правління                 | Зображення | Примітка |
| ------------- | ------------------------------ | ---------- | --- |
| Хусейн Каміль | 19 грудня 1914 — 9 жовтня 1917 |            | Султан Єгипту за часів британського протекторату над Єгиптом. Був сином хедива Ізмаїла Паші. Після його смерті єдиний син султана, принц Камалуд-дін Хусейн зрікся престолу, після чого влада в султанаті перейшла до його брата Ахмеда Фуада I |
| Ахмед Фуад I  | 9 жовтня 1917 — 28 лютого 1922 |            | Після визнання британською владою незалежності Єгипту став королем Єгипту і Судану |